# انتظار (تشیع)
انتظار کلمه‌ای عربی به معنای «چشم به راه بودن» است. انتظار مانند گرسنگی، تشنگی، خشم و بغض امری وجدانی است که هرگز با توصیفات ذهنی، حقیقت آن درک نمی‌شود.

## در آیین تشیع
انتظار امری است که شیعیان در زمان غیبت حجت بن الحسن، باید به آن پایدار باشند. به این معنا که باید منتظر ظهور امام زمان باشند و این را از یاد نبرند و هر لحظه به یاد او باشند. تا جایی که یکی از شرط‌های پذیرفته‌شدن اعمال شیعیان انتظار فرج حجت بن الحسن است.
در کتب شیعه انتظار را به یک حالت قلبی و نفسانی تعریف کرده‌اند که:
 معنای انتظار عبارت است از یک حالت قلبی و روحی که از آماده شدن برای چیزی که در انتظارش هستی، بر می‌آید… پس هر قدر انتظار شدیدتر باشد، آماده شدن هم بیشتر می‌شود. آیا نمی‌بینی که وقتی مسافری داشه باشی که منتظر آمدنش هستی، هر چه زمان آمدنش نزدیکتر شود، آمادگی تو هم برای این امر بیشتر می‌شود.
جدا از این‌که انتظار امری واجب است، پاداش و مقام‌هایی برای افراد منتظر در نظر گرفته شده‌است. علی بن ابی‌طالب، پاداش منتظر را بدین گونه بیان می‌کند:
منتظر امر (ظهور) ما همچون کسی است که در راه خدا در خون خود دست و پا می‌زند.
علی شریعتی با ارائه نظریه‌ای به نام انتظار مکتب اعتراض، انتظار را وسیله‌ای برای اعتراض به وضع موجود و انگیزه‌ای برای پیشرفت می‌داند.